# Zyklon Gamede
Zyklon Gamede war einer der niederschlagsreichsten Zyklone der je aufgezeichnet wurde. Er regnete auf Réunion in einem Zeitraum von neun Tagen rund 5500 mm Niederschlag ab – das entspricht ungefähr der zehnfachen Jahresniederschlagsmenge in der Oberrheinischen Tiefebene. Der siebte tropische Wirbelsturm der Zyklonsaison im Südwestindik 2006–2007 bildete sich am 20. Februar südlich von Diego Garcia als tropisches Tiefdruckgebiet. Dieses wanderte generell nach Westen und intensivierte sich dabei stetig. Gamede zog als ausgedehnter, aber nur mäßig starker Zyklon nordwestlich an Mauritius und Réunion vorbei. Der Wirbelsturm verblieb vier Tage lang innerhalb eines Radius von 400 km um Réunion, bevor er nach Süden beschleunigte und am 3. März südlich von Madagaskar zu einem außertropischen Wirbelsturm wurde.
Gamede brach für den Zeitraum zwischen drei und neun Tagen die Niederschlagsrekorde, die durch den tropischen Zyklon Hyacinthe 27 Jahre zuvor gesetzt worden waren. Der Regen verursachte auf Réunion mäßige Schäden. Eine Brücke im Süden der Insel stürzte im Zusammenhang mit dem Sturm ein, und eine Frau wurde von Flutwasser mitgerissen und nicht mehr aufgefunden. Auf Mauritius wurden zwei Personen getötet. Der Name Gamede wurde der World Meteorological Organization von Südafrika vorgeschlagen.

## Sturmverlauf

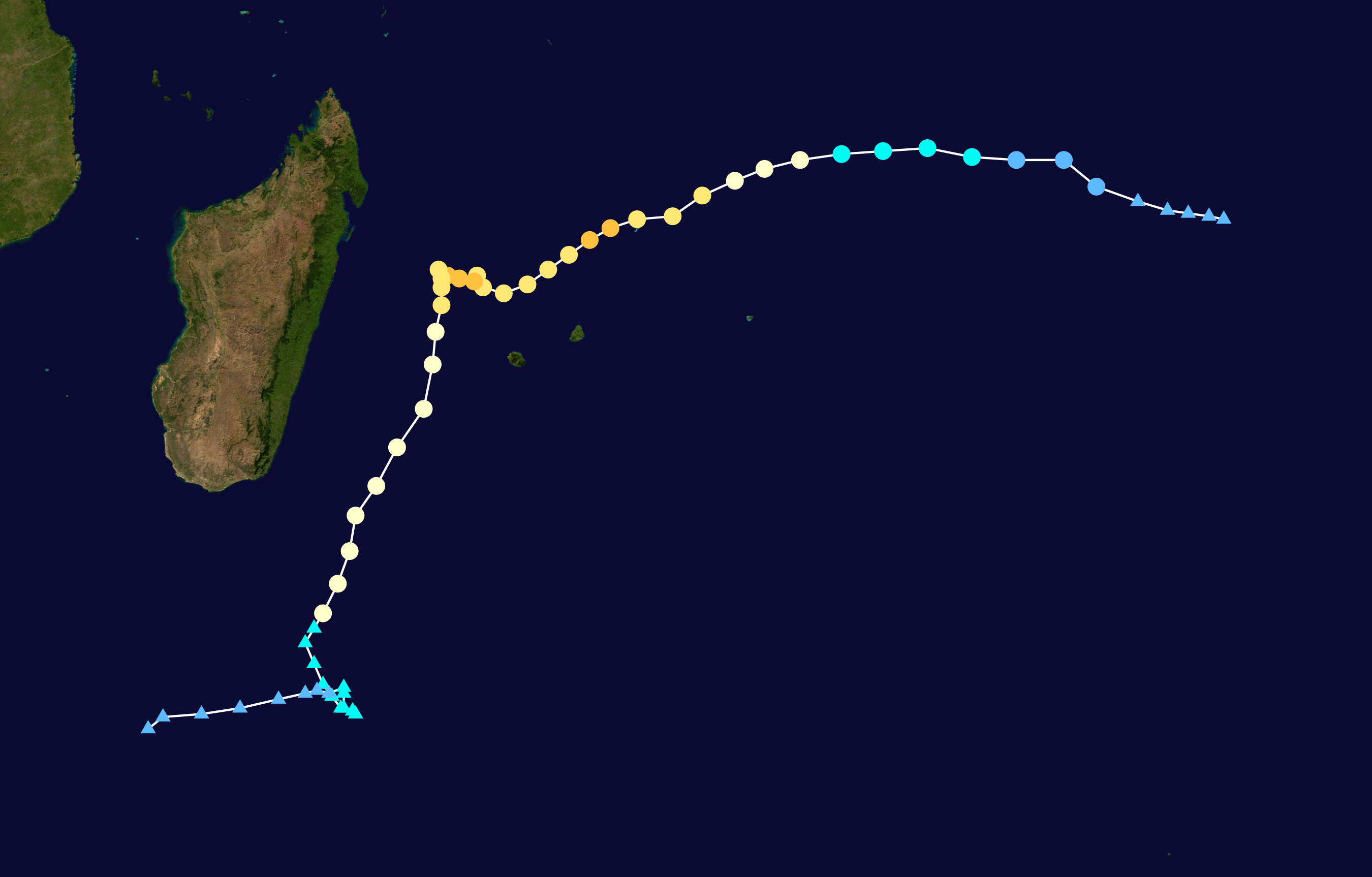
Zugbahn des Sturmes

Am 19. Februar bestand über einem schwachen, doch gut definierten bodennahen Zirkulationszentrum etwa 1130 km südöstlich von Diego Garcia ein Konvektionsgebiet. Dieses bildete rasch Regenbänder aus und organisierte sich in eine tropische Störung. Das unter einem Antizyklon liegende Gebiet erfuhr deswegen leichte vertikale Windscherung und eine günstige Ausströmung. Durch einen subtropischen Rücken im Süden wurde die Störung rasch westwärts geführt. Früh am 20. Februar klassifizierte Météo-France (MFR) das System als Tropische Depression Zehn, und im Tagesverlauf gab das Joint Typhoon Warning Center einen Tropical Cyclone Formation Alert aus, weil sich die Konvektion deutlich besser organisiert hatte. Das System intensivierte sich weiter und erreichte am 21. Februar um 0:00 Uhr UTC den Status eines tropischen Sturmes und sechs Stunden später gab Météo-France dem System den Namen Gamède; zu diesem Zeitpunkt lag das Zentrum rund 785 km südsüdwestlich von Diego Garcia und etwa 995 km nordöstlich von Rodrigues.
Danach intensivierte sich Gamede rasch und erreichte früh am 22. Februar nach Angaben des JTWC andauernde einminütige Windgeschwindigkeiten von 140 km/h (75 Knoten). Als der Zyklon auf eine westsüdwestliche Richtung drehte, wurde auf Satellitenbildern ein Auge sichtbar, und das JTWC stufte Gamede als tropischen Zyklon ein, äquivalent zur Kategorie 1 der Saffir-Simpson-Hurrikan-Windskala. Die Intensivierungsrate ging nun etwas zurück, was auf die Beschränkung der Ausströmung zurückzuführen ist. Als zuständiges Centre météorologique régional spécialisé stufte Météo-France erst am 23. Februar um 00:00 Uhr UTC zum tropischen Zyklon hoch. und kurze Zeit später zog Gamede über die Cargados-Carajos-Inseln hinweg. Anschließend entwickelte sich die Ausströmung stabiler und das JTWC schätzte, dass der Zyklon spät am 23. Februar etwa 250 km nordöstlich von Mauritius andauernde einminütige Windgeschwindigkeiten vom 185 km/h erreichte. Zunächst wurde auch eine weitere Intensivierung vorhergesagt, allerdings setzte eine leichte Abschwächung ein, weil ein nahegelegener Höhentrog die Ausströmung behinderte.
Zyklon Gamede blieb ein ausgedehntes System und am 24. Februar reichte die Zone der sturmstarken Winde südöstlich des Zentrums bis in eine Entfernung von 670 km; später zog der Zyklon in einer Entfernung von etwa 300 km nördlich an Réunion vorbei und machte damit seine stärkste Annäherung an die Insel. Mehr als 90 Stunden lang blieb der Zyklon innerhalb einer Distanz von 400 km von Réunion und verursachte so andauernden Starkregen im Bergland der Insel. Wetterradarbeobachtungen deuten darauf hin, dass Gamede ein Auge mit einem Durchmesser von 60–70 km unterhielt. Nachdem der Zyklon mehrere Tage in südwestlicher Richtung gezogen war, änderte ein sich aufbauender Rücken südlich des Sturmes dessen Zugrichtung auf eine mehr nach Westen gerichtete Bahn, bevor Gamede fast stationär verharrte. Ursprünglich wurde prognostiziert, dass der Zyklon weiter westwärts ziehen und in der Nähe von Toamasina auf die Küste Madagaskars treffen würde, doch als der Zyklon sich reintensivierte, führte er eine kleine Schleife aus, bevor er spät am 25. Februar mit Windgeschwindigkeiten von 165 km/h etwa auf halber Strecke zwischen Réunion und Madagaskar seine größte Stärke erreichte. In Windböen erreichte Gamede in dieser Phase Windgeschwindigkeiten von bis zu 230 km/h.
Der Zyklon schwächte sich dann ab, als er fast stationär verharrte und aufgrund von Auftrieb den größten Teil seiner Konvektion einbüßte; Auftrieb ist der Vorgang, bei dem ein stationäres System die Wasseroberflächentemperatur zum Sinken bringt, weil kälteres Wasser aus der Tiefe an die Oberfläche gelangt. Gamede blieb fast stationär, bis spät am 26. Februar eine stetige süd-südwestwärts gerichtete Bewegung einsetzte, was durch einen sich annähernden subtropischen Trog im Süden verursacht wurde. Am 28. Februar nahm die Konvektion um eine sich neu aufbauende Eyewall wieder auf, bevor das System nach Süden hin beschleunigte; am 1. März verlor der Zyklon erneut an Stärke, weil die Windscherung zunahm und die Wassertemperaturen kontinuierlich zurückgingen. Gamede schwächte sich zu einem tropischen Sturm ab, als sein Zentrum von der tiefen Konvektion getrennt wurde und spät am 1. März wandelte sich der Sturm in ein außertropisches System. Nach der Transition verharrte der Sturm fast zwei Tage lang auf der Stelle, während die Windgeschwindigkeiten unter Sturmstärke zurückgingen. Das Resttief von Gamede wendete sich westwärts und bestand bis zu seiner Auflösung am 6. März.

## Vorbereitungen
Auf Mauritius suchten wegen des Zyklons rund 200 Bewohner Notunterkünfte auf. Die Insel stand für 36 Stunden unter der Zyklonwarnstufe III und einige weitere Stunden unter der Warnstufe IV, wobei letzteres bedeutet, dass Windböen von mehr als 120 km/h auftraten oder erwartet wurden.
Bevor der Sturm sich der Insel näherte, schlossen die Behörden von Réunion Schulen und verhängten ein temporäres Fahrverbot. Wegen des drohenden Sturmes wurden mehrere Flüge von und nach Mauritius, Réunion und Rodrigues gestrichen.

## Auswirkungen und Rekorde
| Dauer (Stunden) | Sturmname und Jahr | Rekordwert vor Gamede | Wert für Gamede | +/- (in mm) |
| Dauer (Stunden) | Sturmname und Jahr | mm                    | mm              | +/- (in mm) |
| --------------- | ------------------ | --------------------- | --------------- | ----------- |
| 24              | Denise (1966)      | 1825                  | 1625            | −200        |
| 48              | Unbenannt (1958)   | 2467                  | 2463            | −4          |
| 72              | Hyacinthe (1980)   | 3240                  | 3929            | +689        |
| 96              | Hyacinthe (1980)   | 3551                  | 4869            | +1318       |
| Insgesamt       | Hyacinthe (1980)   | 5678                  | 5512            | −166        |

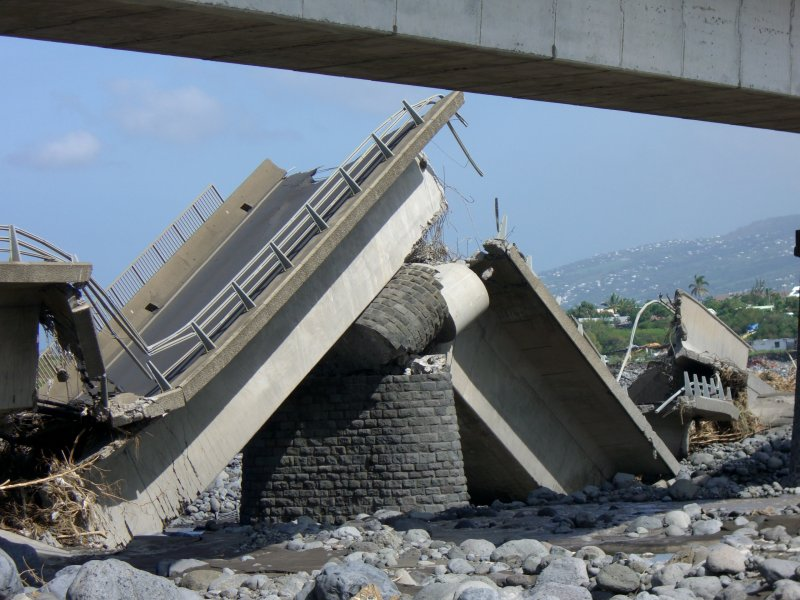
Durch Gamede zerstörte Brücke über den Riviere Saint-Étienne

Am Mittag des 23. Februar zog Zyklon Gamede über die Cargados-Carajos-Inseln hinweg, wo ein Luftdruck von 960 hPa gemessen wurde.
Der Zyklon hatte am 25. Februar Auswirkungen auf Mauritius. Die Stromversorgung wurde für 70 % der Inselbevölkerung unterbrochen, einige leichte Schäden an der Infrastruktur wurden ebenfalls gemeldet. Auch die Landwirtschaft war betroffen. Trotz der Warnungen der Behörden, innerhalb der Häuser zu bleiben, hielten sich mehrere Personen während des Zyklons im Freien auf. Gamede tötete zwei Personen auf Mauritius, davon ertrank eine in den hohen Wellen.
Die enorme Größe des Zyklons führte im Bergland Réunions zu mehrtägigen, andauernden, sehr starken Niederschlägen. Die Insel ist die Stätte mehrerer tropischer Niederschlagsrekorde; aufgrund der Orographie der Insel muss die Feuchtigkeit zu den vulkanischen Gipfeln aufsteigen, was zu deren Abkühlung und deswegen zu Regen führt. Die schwersten Niederschläge traten in der Zeit vom 24. bis 28. Februar auf. Am in rund 2300 m Höhe liegenden Cratère Commerson wurde in einer 48-Stunden-Zeitspanne 2463 mm Niederschlag gemessen, was nur knapp unter dem Rekordwert eines unbenannten tropischen Wirbelsturmes im April 1958 liegt. Gamede brach Niederschlags-Weltrekord in der Zeitspanne zwischen drei und neun Tagen; die gesamte mit dem Sturm zusammenhängende Niederschlagsmenge am Cratère Commerson summierte sich auf 5512 mm; Zyklon Hyacinthe des Jahres 1980 bleibt jedoch der niederschlagsreichste tropische Zyklon überhaupt, da er innerhalb von zehn Tagen größere Regenmengen erzeugte. Mehrere Messstationen auf der Insel meldeten sehr hohe Regenmengen innerhalb von 24 Stunden; Hell-Bourg meldete 1489 mm. In einer 72-Stunden-Spanne wurden in Cilaos 2321 mm gemessen. Auf der Insel wurde eine Spitzenbö von 205 km/h aufgezeichnet.

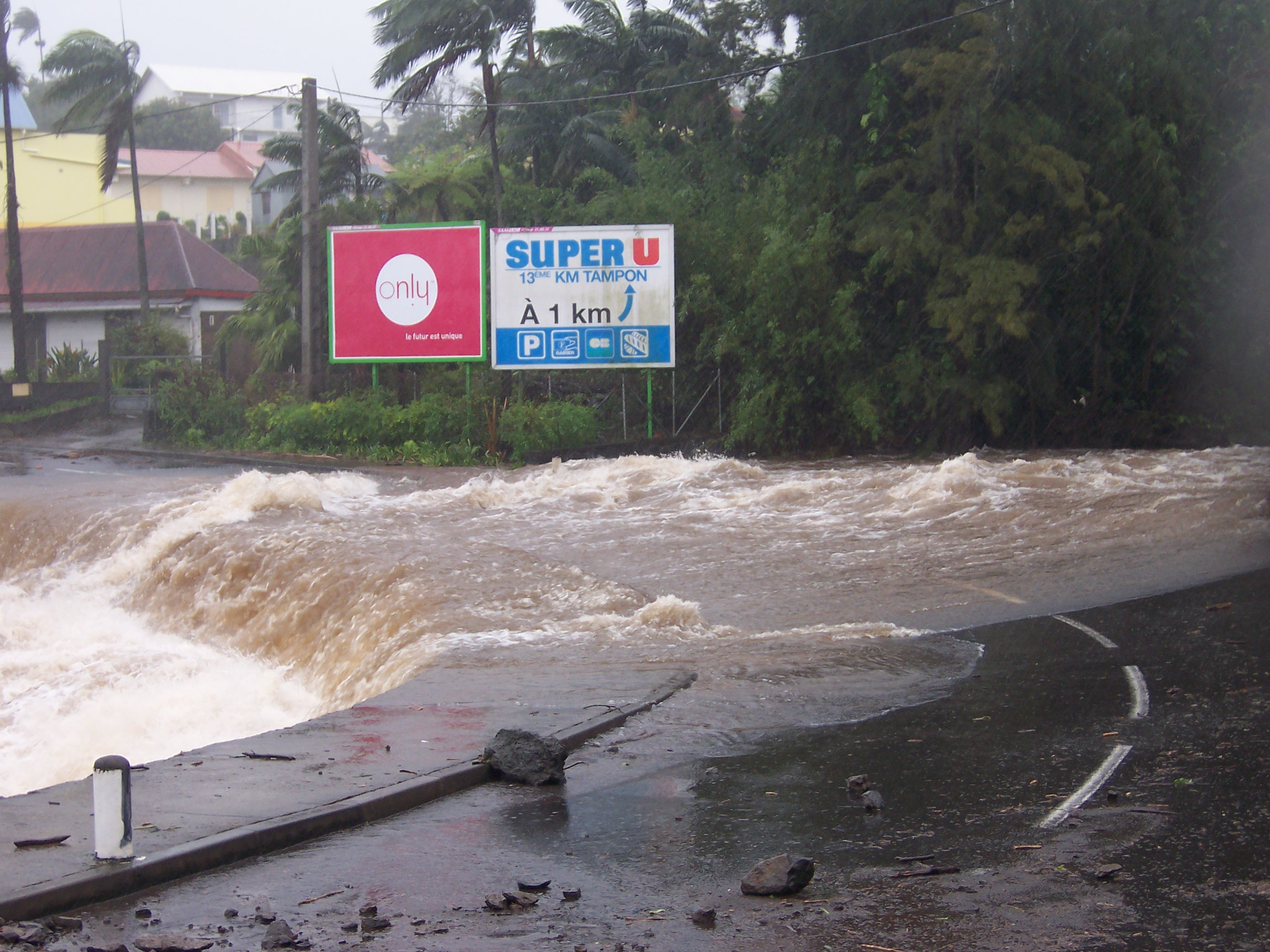
Überschwemmungen durch Gamede auf Réunion

Auf Réunion unterbrach der Durchzug des Zyklons die Versorgung mit Strom und Wasser für rund 80.000 Haushalte. Der Regen verursachte auf Réunion einige Flutschäden, vor allem die Kombination von Niederschlag und Starkwind führt zu starken Schäden an der Ernte von Zuckerrohr und Bananen. Mehrere Straße und Brücken auf der Insel wurden beschädigt. Ein 520 m lange Brücke über den Rivière Saint-Étienne bei Saint-Louis stürzte ein; der Sachschaden durch Gamede wurde auf 20 Millionen Euro geschätzt. Eine Frau wurde mit ihrem Auto davon gespült und nicht mehr lebend aufgefunden. Neun Personen auf der Insel wurden durch die Auswirkungen des Sturmes verletzt, zwei von ihnen schwer.
Am 13. Juni 2007 stellte die Regierung Frankreichs 17,6 Millionen Euro zur Verfügung, darunter 7,7 Millionen Euro für die Instandsetzung von Straßen und Infrastruktur, einschließlich des Wiederaufbaus der zerstörten Brücke über den Rivière Saint-Étienne sowie 9,6 Millionen für durch den Zyklon geschädigte Landwirte.
Starke Wellen und Winde hatten auch Auswirkungen auf das Kreuzfahrtschiff Spirit of Adventure östlich von Madagaskar; mehrere Fenster zerbrachen, doch es kam nicht zu schweren Verletzungen. An der Ostküste Madagaskars erzeugte Gamede Gewitter und Windböen.
Gamede folgte den tropischen Zyklonen Bondo, Clovis und Favio auf den Fuß und war der vierte Zyklon, der innerhalb von zwei Monaten Auswirkungen auf Madagaskar hatte.